# Jean-Charles Falardeau
Pour les articles homonymes, voir Falardeau.
Jean-Charles Falardeau est un sociologue et universitaire québécois né le 19 juin 1914 à Québec et mort dans la même ville le 24 avril 1989.

## Biographie
Il fait ses études classiques à Montréal au Collège Sainte-Marie et au Collège Jean-de-Brébeuf, puis à Québec au Petit Séminaire de Québec. Il obtient une licence en sociologie et une licence en philosophie de l'Université Laval en 1941. Après deux années d'études universitaires spécialisées en sociologie à l'Université de Chicago (1941-1943) avec des maîtres qui le marqueront dont Louis Wirth, Herbert Blummer, Robert Redfield et Everett C. Hughes. Jean-Charles Falardeau est nommé professeur à la Faculté des sciences sociales de l'Université Laval (1943-1981). Il est aussi directeur adjoint du Centre de recherches sociales de l'Université Laval (1951-1961). Il obtient un doctorat en sociologie de l'Université Laval en 1972,,.

« Le nom de Jean-Charles Falardeau est un véritable symbole de l'accès du Québec à la modernité. Premier sociologue québécois à exercer officiellement sa profession, il introduit, en quelque sorte, le mode de pensée scientifique chez les intellectuels canadiens-français, dont il se démarque, dès 1943, affirmant qu'il faut désormais penser la société en deçà de la théologie et au-delà du nationalisme. »

## Orientation
Fortement influencé par l'École de Chicago, dont un des ténors, Everett C. Hughes, avait étudié la société québécoise, Jean-Charles Falardeau a peint une image d'un Canada français ayant accusé un « retard » sur le reste de la société nord-américaine au XIXe siècle et dans la première moitié du XXe siècle en raison de son attachement à la tradition, au catholicisme et aux valeurs de l'Ancien Régime. « Les francophones se seraient donc opposés au monde industriel et urbain pour conserver leur identité traditionnelle. » Cette vision est devenue « la norme pour de nombreux sociologues et historiens jusqu'à nos jours ». L'historien Jacques Rouillard la conteste, reprochant à Falardeau de négliger dans son analyse les réalités commerciales, politiques et syndicales du monde canadien français pour se cantonner aux aspects culturels.

## Ouvrages
- Imaginaire social et littérature, Les éditions HMH, 1974, 152 p. (lire en ligne)
- Jean-Charles Falardeau, Sociologie du Québec en mutation : aux origines de la Révolution tranquille (Collectif. Introduction et choix de textes), Québec, Québec, Simon Langlois et Robert Leroux, PUL, 2013, 334 p. (ISBN 978-2-7637-1656-5)(Extrait de la notice descriptive de l’ouvrage : « Moins connus que ses écrits en sociologie de la littérature, les textes réunis dans cet ouvrage ont conservé une grande pertinence pour comprendre et interpréter l’avènement de la Révolution tranquille. Y sont rassemblés 24 articles portant sur les thèmes que Falardeau a traités dans la première moitié de sa carrière universitaire ».

Ses archives sont conservées par BAnQ et Bibliothèque et Archives Canada.

## Honneurs
- 1953 – Membre de la Société royale du Canada
- 1973 – Médaille Innis-Gérin
- 1976 – Officier de l'Ordre du Canada
- 1980 – Membre de l'Académie canadienne-française
- 1981 – Prix Esdras-Minville
- 1984 – Prix Léon-Gérin
- Membre de l'Académie des lettres du Québec

## Hommages
- Une plaque "Ici vécut de la ville de Québec est présente au 880, avenue De Bourgainville, en son honneur, pour indiquer son ancien lieu de résidence.